# 강시 훈련원
"강시 훈련원"은 한국에서 제작된 최기풍 감독의 1988년 액션, 무협 영화이다. 김동호 등이 주연으로 출연하였고 정광웅 등이 제작에 참여하였다.

## 출연

### 주연
- 김동호
- 권성영

## 기타
- 조명: 이민부
- 미술: 정준호